# Rétalap
Rétalap – wieś i gmina w północno-zachodniej części Węgier, w pobliżu miasta Győr.
Miejscowość leży na obszarze Małej Niziny Węgierskiej, w pobliżu granicy słowackiej. Administracyjnie należy do powiatu Győr, wchodzącego w skład komitatu Győr-Moson-Sopron.
Gmina Rétalap liczy 555 mieszkańców (2009) i zajmuje obszar 13,2 km².